# Прісноредутський сільський округ
Пріснореду́тський сільський округ (каз. Пресноредуть ауылдық округі, рос. Пресноредутский сельский округ) — адміністративна одиниця у складі Жамбильського району Північноказахстанської області Казахстану. Адміністративний центр — село Прісноредуть.
Населення — 683 особи (2021; 741 у 2009, 1810 у 1999, 2364 у 1989).
Станом на 1989 рік існували Макар'євська сільська рада (села Западне, Макар'євка) та Прісноредутська сільська рада (села Піщанка, Прісноредуть, Семиозерка, Яструбинка). Села Піщанка та Семиозерка були ліквідовані 2013 року, село Орталик — 2024 року.

## Склад
До складу округу входять такі населені пункти:
| Населений пункт    | Старі назви | Населення, осіб (1989) | Населення, осіб (1999) | Населення, осіб (2009) | Населення, осіб (2021) |
| ------------------ | ----------- | ---------------------- | ---------------------- | ---------------------- | ---------------------- |
| Макар'євка, село   | -           | 587                    | 378                    | 225                    | 111                    |
| Нуримбет, село     | Западне     | 300                    | 255                    | 131                    | 93                     |
| Піщанка, село      | -           | 238                    | 108                    | 0                      | -                      |
| Прісноредуть, село | -           | 703                    | 731                    | 286                    | 420                    |
| Семиозерка, село   | -           | 304                    | 231                    | 25                     | -                      |
| Яструбинка, село   | -           | 232                    | 107                    | 74                     | 59                     |